# Bijou Fernandez
Bijou Fernandez (4 de noviembre de 1877 – 7 de noviembre de 1961) fue una actriz de teatro y cine mudo estadounidense. Su carrera teatral se prolongó durante siete décadas, desde la década de 1880 hasta mediados del siglo 20. Apareció en algunas películas de la época del cine mudo.

## Primeros años y carrera
Bijou Fernandez nació en Nueva York el 4 de noviembre de 1877. Era hija de Escamillo L. Fernandez y Emily L. Bradshaw, que era una conocida agente teatral.

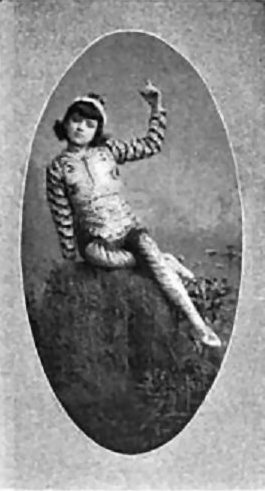
Fernandez como actriz infantil

De joven, su madre le enseñó a actuar. A los trece años, Fernández fue descrita en una crítica como "de ojos brillantes, esbelta y frágil". Su voz y su comportamiento en el escenario se asemejaban a los de "una niña sin afectación". No era excesivamente precoz, como Bijou Heron, que interpretó el papel de Adrienne en Monsieur Alphonse, como actriz juvenil. En 1884 fue modelo de fotógrafos, conocida como la "reina de la fotografía". En aquella época estaba contratada por Sarony para ser fotografiada todos los días. Para un picnic de flores de mayo se puso un vestido rojo de cuadros y bailó en Central Park.
En agosto de 1884, actuó por la noche en May Blossom con la también actriz juvenil Gracie Levard. El escenario de la producción era el Madison Square Theatre, situado cerca de Broadway, en la calle 24, detrás del Fifth Avenue Hotel. Se pintaron nuevos decorados cuando May Blossom se trasladó al Niblo's Garden en febrero de 1885. Fernandez interpretó el papel de Little May. Interpretó a Adriana, esposa de Antífolo de Éfeso, cuando se representó A Comedy of Errors en el Star Theatre, Broadway & 13th Street, en septiembre de 1885. La obra de William Shakespeare fue dirigida por Joseph Brooks. En noviembre siguiente, el Third Avenue Theatre de Manhattan presentó Uncle Tom's Cabin. Fernandez interpretó el papel de Eva. Mr y Mrs G. C. Howard, cuya hija había sido la Eva original, interpretaron los personajes de Topsy y St. La pareja llevaba más de treinta años identificada con la producción de la novela de Harriet Beecher Stowe.
Fernandez se hizo popular como paje de Falstaff en The Merry Wives, una producción de Augustin Daly de enero de 1886 en el Daly's Theatre de la 30th Street. En 1887 recibió una obra, Peggy, The Fisherman's Child, escrita especialmente para ella, y actuó por primera vez en una producción de la misma el 7 de junio en el Lyceum Theatre (Nueva York).En julio de 1887 aceptó un contrato con la compañía de Daly, que la vinculaba a la empresa por un periodo de siete años. Las condiciones permitían a Fernandez percibir un salario generoso, le proporcionaban trajes de escena y toda su indumentaria, y supervisaban su educación.Interpretó el papel de Puck en una producción de A Midsummer Night's Dream en el teatro Daly en febrero de 1888.

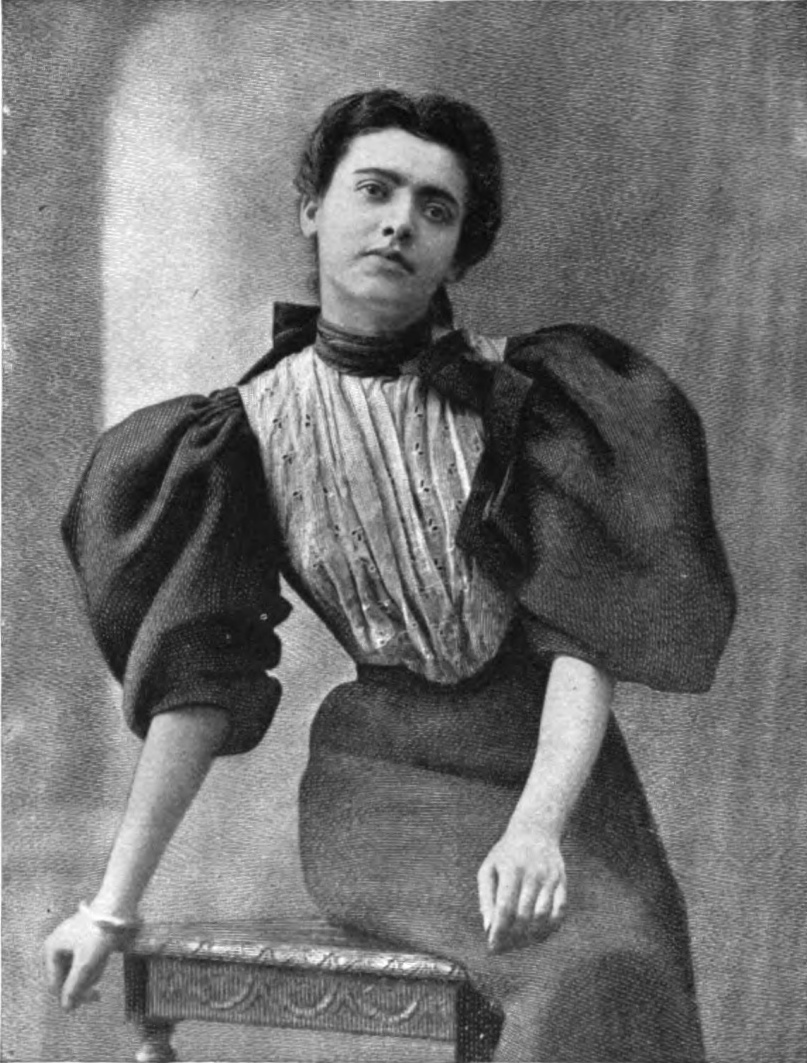
Fernandez, c. 1897

Durante la preparación de su personaje de Allison Deyo en Hearts Aflame, en 1902, su madre sintió que se parecía demasiado al personaje que estaba interpretando. La mayor de las Fernandez comentó a una amiga que su hija se había preocupado por montar a caballo "con faldas divididas, fumando cigarrillos y haciendo bailes de altura". Representó el papel en el Garrick Theatre durante la temporada de 1901, antes de que las objeciones de su madre casi la obligaran a retirarse al año siguiente.
En otoño de 1902, Fernandez se asoció con Charles Waldron para dirigir la Herbert Stock Company en la presentación de Aristocracy, de Bronson Howard. Se representó en el Circle Theatre, Broadway y Sixtieth Street. Adaptada por David Belasco y Henry Churchill de Mille, la obra se llamó finalmente The Charity Ball. Fernández interpretó a Ann Cruger, hija de un magnate de Wall Street y enemiga de su pecador hermano.
Fernandez se casó con el actor inglés William L. Abingdon el 29 de mayo de 1906. En 1910, dejó temporalmente de actuar y empezó a trabajar como agente teatral. En 1918, se unió a Goldwyn Pictures tras la muerte de su madre y su esposo. Abingdon se suicidó en mayo de 1918, en su casa del 235 West Seventy-Sixth Street, ciudad de Nueva York. Fernandez trabajó como cazatalentos y, más tarde, en el mismo puesto con Metro Goldwyn Mayer y Warner Bros. Fichó a Patricia Collinge a la edad de 16 años y le consiguió un papel en The Queen of the Moulin Rouge. Apareció en New Toys (1925), una película muda protagonizada por Richard Barthelmess, Mary Hay y Clifton Webb. En Just Suppose (1926), una historia del príncipe de Gales que se enamora de una estadounidense, interpretó a Mrs. Stafford, madre de la actriz principal Lois Moran.
Interpretó papeles en The Girl I Left Behind Me como miembro de la Empire Theatre Company, The Climbers con la Amelia Bingham Company, Arms and Man con Arnold Daly, y Man and Superman con Robert Lorraine. En 1937, Fernandez formó parte del reparto de I'd Rather Be Right en el Alvin Theatre. La comedia musical fue escrita por George S. Kaufman, Moss Hart, Richard Rodgers y Lorenz Hart. George M. Cohan interpretó el papel del presidente Franklin Delano Roosevelt.
Fernandez fue una de las actrices homenajeadas en un té ofrecido por la Drama League de Nueva York en el The Pierre Hotle, en noviembre de 1937. Su último papel en el teatro fue en Prescott Proposals, con Katharine Cornell, en 1956.

## Muerte
Fernández falleció tras una corta enfermedad en el University Hospital de la ciudad de Nueva York en 1961. Vivía en el Lancaster Hotel, 22 East 38th Street.
Fue miembro vitalicio del Episcopal Actors Guild y del Actors' Fund of America. El 23 de mayo de 1919 fue elegida fideicomisaria del Actors' Fund por un mandato de tres años.
Participó en la organización Stage Women's War Relief durante la Primera Guerra Mundial. Durante varios años, Fernández se encargó de la distribución del programa de varios actos benéficos organizados por The Players y The Lambs.